# Kodak Portra

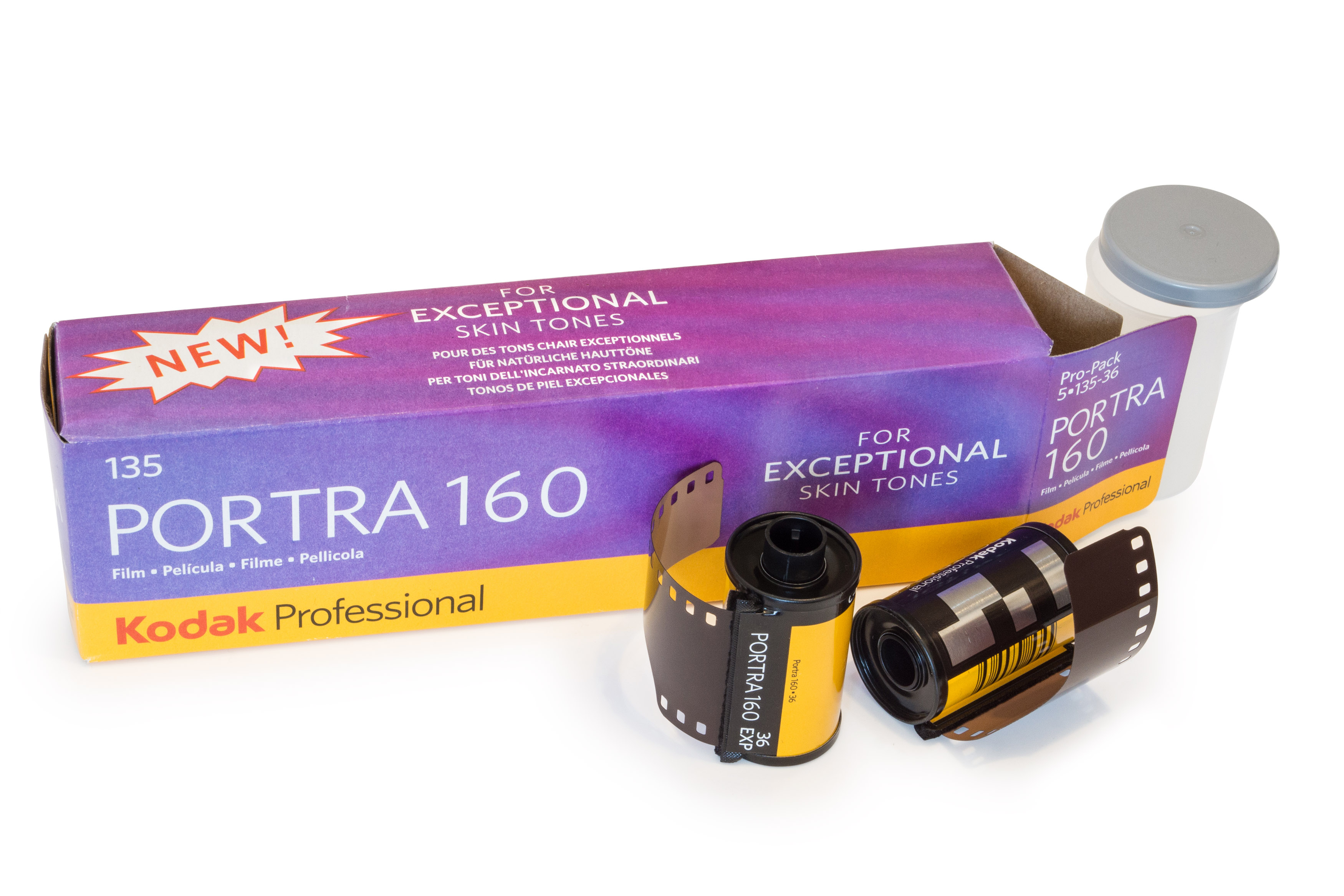
Mehrere Rollen Kodak Portra 160

Kodak Portra beschreibt eine Reihe von Farbnegativfilmen der Firma Kodak Alaris veröffentlicht im Jahr 1998. Erhältlich ist Portra in den Filmempfindlichkeiten 160, 400 und 800.  
Bis 2010 gab es für die Variante mit ISO 400 eine Version mit natürlichen Farben ("natural color" beziehungsweise NC) und eine Version mit lebendigen Farben ("vivid color" beziehungsweise VC). Bis 2011 galt diese Unterscheidung auch für den Portra 160 Film. 

## Anwendung
Kodak Portra zeichnet sich laut Hersteller durch die natürliche Wiedergabe von Hauttönen bei einer vergleichsweise geringen Körnung aus und ist deshalb vor allem für die Verwendung in der Porträtfotografie und Fashionfotografie geeignet.

## Formate
Alle drei Varianten sind als 35-mm-Film sowie als Rollfilm im Format 120 erhältlich. Portra 160 und Portra 400 sind zudem als Planfilm für Großformatkameras in den Größen 4" × 5" (10,2 cm × 12,7 cm) sowie 8" × 10" (20,3 cm × 25,4 cm) erhältlich.